# Craig Burley
Craig William Burley (født 24. september 1971 i Ayr, Skotland) er en tidligere skotsk fodboldspiller, der spillede som midtbanespiller. Han var på klubplan primært tilknyttet Celtic i hjemlandet, samt engelske Chelsea og Derby County. Med Celtic blev han i 1998 skotsk mester, og med Chelsea var han med til i 1997 at vinde FA Cuppen. Han er nevø til en anden tidligere skotsk landsholdsprofil, George Burley. 
Burley blev desuden noteret for 46 kampe og tre scoringer for Skotlands landshold. Han deltog ved EM i 1996 og VM i 1998.

## Titler
Engelsk FA Cup
- 1997 med Chelsea F.C.

Skotsk Premier League
- 1998 med Celtic F.C.

Skotsk Liga Cup
- 1998 med Celtic F.C.